# 后土圣母庙 (汾阳市)
后土圣母庙，位于山西省吕梁市汾阳市栗家庄乡田村，是中华人民共和国全国重点文物保护单位之一。
1986年8月18日公布为山西省文物保护单位。2019年10月7日公布为第八批全国重点文物保护单位。